# Provincia Al Bahah

Localizarea provinciei în Arabia Saudită

Al Bahah (arabă:  الباحة‎ al-Bāḥah) este una dintre provinciile Arabiei Saudite și are capitala la Al Bahah.